# Hanny Bouman
Hanny Georgine Pauline Bouman (Batavia, 19 augustus 1922 – Den Haag, 25 februari 2024) was balletdanseres. In 1961 werd zij balletmeester van het Nederlands Dans Theater.
Hanny Bouman, geboren als dochter van Amsterdammer notaris en fanatiek schaker Geertrus Louis Paul Bouman (1889-1938) en de Indisch Hermine Elise Agathe Over (1892-1975), groeide op in Nederlands-Indië. Toen ze naar de HBS moest, ging ze met haar moeder naar Nederland. De eerste twee jaren woonden zij bij haar grootmoeder in Den Haag, daarna ging zij in huis bij een gezin in de Larikslaan. 

## Danseres
Bouman werkte eerst bij het Ballet der Lage Landen, de eerste balletgroep die na de Tweede Wereldoorlog werd opgericht, en daarna bij het Ballet van de Nederlandse Opera.
In 1952 ging het Ballet Recital van Sonia Gaskell op in het Nederlands Opera Ballet, dat eveneens onder leiding stond van Gaskell. In 1952 werd ook het Nederlands Dans Theater (NDT) opgericht door Aart Verstegen en Carel Birnie en onder meer Jaap Flier, Marianne Hilarides, Rudi van Dantzig en balletmeester Benjamin Harkarvy. Alexandra Radius en Han Ebbelaar werden meegevraagd.
Op 21 mei 1956 schreef de Haagsche Courant naar aanleiding van een ballet-avond in de Koninklijke Schouwburg: "Ziehier vier Nederlandse dansers waar men trots op kan zijn: een speelse, vrolijke Johanna Zuiver, een gracieuse Hanny Bouman, een krachtige, gespannen Jean Rebel en een zwierige, vederlichte Denis Carey". 
In 1959 fuseerden het Ballet der Nederlandse Opera en het Ballet der Lage Landen Dit werd Het Amsterdams Ballet. In 1961 fuseerden Het Amsterdams Ballet en Het Nederlands Ballet en ontstond Het Nationale Ballet.

## Balletmeester
Bouman was balletmeester van 1961-1978 van het Nederlands Dans Theater. De directie van het NDT zocht altijd naar nieuwe impulsen en namens hen gingen Bouman en Jaap Flier in 1972 naar Stuttgart, vier jaar na de Praagse Lente. Hier ontdekten zij de Praagse balling Jiri Kylian. Als gast-choreograaf maakte hij een nieuw ballet voor het NDT. Het werd 'Viewers', het eerste van ruim 70 werken. Tijdens datzelfde bezoek vond Flier de Duitse danseres Sabine Kupferberg bereid naar Den Haag te komen.
Rond 1980 verzorgde Bouman op verzoek van het toenmalige Congresgebouw met allerlei balletscholen (w.o. balletschool Mabel Alter) een optreden voor Koningin Beatrix. Hierbij trad ook Mabels dochter Mirella Simoncini op, die in 2002 de balletschool overnam.
Bouman overleed op 25 februari 2024. Ze werd 101 jaar oud.
| Première          | Gezelschap                      | Ballet                                                  |
| ----------------- | ------------------------------- | ------------------------------------------------------- |
| 9 juli 1957       | Ballet van de Nederlandse Opera | Le Canapé Jeu de cartes Le Palais de cristal Sanctuaire |
| 25 september 1958 | Het Nederlands Ballet           | Les Forains                                             |
| 4 november 1959   | Amsterdams Ballet               | Les Sylphides                                           |
| 6 maart 1959      | Het Nederlands Ballet           | Spel Klein avondspel De wonderbaarlijke mandarijn       |
| 16 juni 1959      | Het Nederlands Ballet           | 5 Études voor 11 dansers                                |
| 25 april 1960     | Amsterdams Ballet               | Macedonische Kolo Kitka                                 |
| 31 mei 1960       | Amsterdams Ballet               | Phèdre                                                  |
| 2 juli 1973       | Nederlands Dans Theater         | Threshold                                               |

## Onderscheidingen
- Kruis van Verdienste in de Orde van Verdienste van Adolf van Nassau, verleend in juni 1956 door de Charlotte van Luxemburg.[6]
- Ridder in de Orde van Oranje-Nassau (1974?), uitgereikt door Victor Marijnen, burgemeester van Den Haag.